# Nyelvpolitika
A nyelvpolitika a nyelv tudatos vagy tudományos alapú használata. A fogalom az Amerikai Egyesült Államokból ered, és a „néger” kifejezés használata miatti vitákból (18–19. század) fejlődött ki.
A nyelvhasználat alapjai a társadalomban uralkodó ideológiák. A nyelvi tervezés akkor kerül előtérbe, amikor ezek a politikai, vallási stb. ideológiák változnak. E változások eszközei a vitatott fogalmak megnevezései, mint például a pejoratív „cigány” szó helyett a „roma” használata. A „polgár” szó a rendszerváltás óta használatos mai értelmében; addig „hivatalos” jelentése negatív felhangú volt. A nyelvpolitika egyik fő célja a politikai korrektség. Helyes nyelvhasználattal elkerülhető a nyelvi hibák okozta tettlegesség. Egyik alapvető célja, hogy „nyelvhasználattal ne sértsünk meg senkit”. A korábbi évszázadokban a nyelvhasználatot „szavakkal gyógyításként” is definiálták és a mágiához, illetve ráolvasáshoz hasonlították.
A nyelvpolitika egyik alapvető mozzanata a nyelvi tervezés.

## Definíció
Az 1950-es évektől a nyelvpolitikát úgy definiálták, mint politikai eszközökkel végzett nyelvi tervezés. Megjegyzendő, hogy a nyelvpolitika nem azonos a politikai nyelvhasználattal, ugyanis a nyelvpolitika célokat, és stratégiát tartalmaz. A nyelvpolitika újabb fogalmakat hív elő. Ilyen a nyelvi kolonializmus, ami azt jelenti, hogy a meghódított területen terjesztik a hódítók nyelvét; Indiában például az angol nyelv terjesztése volt a fő cél. Ahogy a mondás is tartja, „cuius regio, eius religio” (akié a föld, azé a vallás), ami mára átalakult „cuius regio, eius lingua” (akié a föld, azé a nyelv), ami jól tükrözi a nyelvi kolonializmust is. A nyelvi export lényege, hogy „terjesszük nyelvünket”, vagyis a nyelvek térhódítását jelenti. Első helyen az angol nyelv áll, ezt követi az eszperantó, amelynek Magyarországon, az ELTE BTK-n is volt szakja, valamint amely nyelvet a nyelvi demokrácia értelmében élő nyelvnek tulajdonítottak. A nyelvek elterjedése mindig tükrözi az egykori történelmi birodalmak elterjedését, és több mint 100 évig nyomot hagynak maguk után. Régen például Magyarországon még illett németül tudni. Ebből következik, hogy „ a nyelvi térképek emlékeztetnek a korábbi politikai térképre”. Újabban az anyanyelvnek számos definíciója létezik: elsőként tanult nyelv; az a nyelv, amit az útlevél mutat; vérségi nyelv; önbevallásos nyelv; vélelmezett nyelv. A többnyelvűség (bábeliség) nyelvi hierarchiához vezet. Nagyon sokszínű, termékeny, és folyamatos nyelvváltozásokat eredményez, hajtómotorként is működik. Egyaránt van rá pozitív és negatív példa is, például a magyar-finnugor rokonság kérdése, vagy a magyar-török viszony. A kétnyelvűségről elmondható, hogy ellentétben van a genetikai rokonsággal, amire az imént említett két példa is bizonyíték. Lehet szó bilingvizmusról és félnyelvűségről is, lásd Svédország.
A nyelvpolitikai helyzeteknek olyan tényezői vannak, amelyek előhívják magának a nyelvpolitikának a lehetőségeit. A nyelvpolitikának nincsenek általános alapelvei, minden esetben a látens elvek kerülnek szembe egy másik ország elveivel. Ebben az esetben a következőket kell figyelembe venni, ami miatt nem illeszkednek az elvek:
- állam (politikai indíttatású; állandóan változik),
- nemzet (történelmi indíttatású; változik, ami azonban vitatható, például, hogy a vogul nép önálló nemzetet alkot-e),
- nyelv és terület (mindkettő mozgó kategória, mert hol terjeszkedik, hol csökken, és kölcsönösen hatnak egymásra).

## Története
Az első nyelvpolitikai intézkedés Tiberius császár (Kr. u. 69-141) nevéhez köthető, aki Szvetoniusz állítása szerint betiltotta a görög nyelv nyilvános használatát. (Adamik a könyv írásakor végzett kutatómunka során kiderítette, hogy ez az állítás alapvetően félreértésen alapul, mivel maga Tiberius császár jól tudott görögül és a RB többnyelvű volt, a császár csak a szenátusban próbálta kerülni a görög használatát).
Ebből az állításból egy nyelvpolitikai babona keletkezett, ugyanis kiderült, hogy Tiberius császár bár a nyelvi purizmus híve volt, a fent említett eset a következőképpen történt: a szenátusban a görög katonától latinul kértek tanúvallomást, tehát csak maga az egyszeri görög tanúzás volt betiltva, nem a nyelvhasználat. A Római Birodalomban a közlemények latinul voltak, de a helyi nyelveket lehetett használni, többnyelvűség volt jellemző. Kr. u. 476-ig tartózkodtak a nyelvek szabályozásának státuszától. A latin „lingua franca”, vagyis közvetítő nyelv volt, ami a mediterráneumban beszélt nyelvek mellett is jelen volt. Két intézményes nyelv volt: 1. görög, 2. latin, de ezek idővel helyet cseréltek, és a latin lett az első. A Római Birodalom területe 50 nyelvet/kultúrát fogott össze (arámi, görög, latin, héber, stb.), ami a többnyelvűség ellenére is jól működött. Ennek több oka is volt, például, hogy nem tiltották be a hieroglifákat, INRI volt Jézus keresztjén is, a Bibliában héber és görög részek egyaránt voltak, vagy meg lehet említeni Trimáchio lakomáját, ahol az első nyelv a görög, a második a latin nyelv volt, a harmadik pedig vagy oszk, vagy héber nyelv volt, legalábbis Petronius állítása alapján. A Római Birodalom minta lehet ma az Európai Unió számára; akkoriban is voltak intézményes nyelvek, mégsem üldözték a helyi nyelveket.
A nyelvpolitika története felvet egy pár újabb fogalmat is. A poliglosszia belső nyelvi megosztottságot jelent; tovább tagolható diaglosszára (nyelvjárások és köznyelv kapcsolata) és triglosszára (nyelvjárások, köznyelv és szaknyelv kapcsolata). Az interferencia nyelvek közötti áthatás, aminek része a xenizmus (kölcsönzés) és a barbarizmus (idegenszerűségek a nyelvben). A xenizmus fogalmából ered a xenofób szó is, ami idegengyűlölőt jelent. Idetartozik a diszkrimináció (kirekesztés), amikor valaki egy bizonyos nyelvet/nyelvváltozatot elítél, például diszkrimináció, ha egy magyar elítél egy másik magyar annak nyelvhasználata miatt, vagy egy határon túli magyart, szintén a nyelvhasználata miatt. A lingvicizmus nyelvi megbélyegzés, valakin a nyelve alapján történő megbélyegzése. Ebből alakult ki az annullálás (lingvicídium), ami egy másik nyelv kiszorítása, „nyelvészeti fasizmus”, valamint a genocídium (népirtás) fogalom. Ennek ellentéte a nyelvi imperializmus, ami azt jelenti, hogy egyes nyelvek jobban terjednek, mint más nyelvek, lásd például az angol nyelv térhódítása.

## A nyelvpolitika kialakulása Magyarországon
Mikor az ENSZ deklarálta az emberi jogokat az egyetemes alapokmányban, tévesen azt gondolták, ebből levezethető minden egyéb jog, így egy nyelvközösség jogai is. A '60-as évektől elkezdődtek a nemzetiségi mozgalmak olyan céllal, hogy a nemzetközi szervezetek garantálják a nemzetiségi jogokat.
Úttörő szerepet játszott benne Illyés Gyula – minden európai politikust megelőzve a szocialista Magyarországon írt arról, (alapvetően az erdélyi magyarság érdekében) hogy közösségi jogi szabályozásra lenne szükség a nyelv és kultúra fenntartása érdekében. Írásai mai nap is korszerűek, fontos például a Szellem és erőszak, melyben sürgeti a nemzetiségi nyelvi jogok kialakítását.
A magyar alkotmányban 2011-ig nem volt benne a magyar államnyelv kérdése, államnyelvről nem esett szó, 2011-ben leírták, hogy Magyarország államnyelve a magyar, amely a kisebbségek számára kifogásolható, így ez a lépés lavinát indított el.

## A nyelvpolitikai cselekvés
A nyelvpolitikai cselekvés beavatkozás a nyelvbe. A leggyakoribb beavatkozás a normalizálás, célja a megértés. A normalizálás egy konvergens nyelvi folyamat: több regionális változat fölött kialakítani egy összekapcsoló-összekötő nyelvi változatot. A világ különböző országaiban ez különböző módon zajlik – valahol az uralkodóház nyelvezete a normalizált változat, van, ahol földrajzi központ, és van, ahol tudatos nyelvi tervezéssel létrehoznak egy normalizált változatot, pl. a hindusztáni Indiában. Nemcsak a normalizálásra, hanem az egyéb nyelvi konfliktusok kezelésére is különféle nyelvpolitikai terveket dolgoznak ki a világban.
2 alaptípusa létezik a nyelvpolitikai cselekvésnek: beavatkozó (cselekvő) és liberális
- beavatkozó: jogszabályokkal, hatalmi intézkedésekkel próbálnak nyelvi változásokat elérni. A cél a gondokat okozó nyelvi sokféleség csökkentése – pl. államigazgatásban gondot jelentő nyelvi gondok.
- liberális: nem beavatkozó nyelvpolitika. Egy tanító nyelvpolitika, azt mondja, hogy tűrjük a nyelvi konfliktusokat, értsük meg a másikat, tanuljuk meg egymás nyelvét.

Mindkét megoldásnak lehet adott helyzetben értelme, mindkettő lehet jó és rossz is. Egy soknyelvű országban praktikus célból érdemes a cselekvő/beavatkozó politikát alkalmazni, de amellett a liberális nyelvpolitikának a megértő-empatikus magatartásmódját is tanítani érdemes. Folyamatosan mindkettőre szükség van.

## A nyelvi tervezés története és szintjei
Uriell Weinreich – a nyelvi tervezés kitalálója 1917, majd Einar Haugen folytatja a nyelvi tervezés leírását. Forradalmi lépést Heinz Kloss hoz, aki nyelvpolitikai táblázatában 1969-ben meghatározza a nyelvi tervezés két irányát: státusztervezés és korpusztervezés.
A státusztervezés helyzettervezés, egy külső nyelvi tervezés, a korpusztervezés pedig magával a nyelvtesttel foglalkozik. A nyelvi tervezésnek a külső oldala nyelvpolitikai feladat, a korpusztervezés pedig alkalmazott nyelvészeti feladat.
A státusztervezés elemei:
- a nyelvek státuszát, jogi helyzetét, oktatását tervezik
- milyen szinten és milyen nyelven oktassanak (pl. Indiában a tartomány határozza meg az oktatás nyelvét: Orisszában hindi és angol)
- média nyelvének meghatározása
- hivatalos nyelv kérdése, mi legyen, legyen-e több?

A korpusztervezés nem politikai feladat, fontos kérdése pl. a nyelvi modernizáció és normalizálás. Feladatai közé tartozik a helyesírásszabályozás és a terminológiai fejlesztés.

## Nyelvpolitikai tényezők
Minden nyelvpolitikai tényező korlátozó, és a másik nyelv rovására megy. Ez az adott nyelv számára hátrányt jelent, amely hátrány elvezet a kisebbségek kialakulásához.
A nyelvpolitikai helyzeteken belül meg kell különböztetni standard és nem standard nyelveket. A standard nyelv magába foglalja a kiemelt köznyelvet. Beszélhetünk ún. substandard nyelvekről is. Ide tartoznak a nyelvjárások, a szleng típusok. A nyelvjárások mindig identitást fejeznek ki, mai megítélésük azonban elég negatív, mivel a társadalom a média és egyéb más környezeti hatásoknak köszönhetően lenézi a nyelvjárási beszélőket, eseteként bunkó, műveletlen embernek titulálja őket. Ez a hozzáállás állandó feszültséget eredményez. (A nyelvjárás, valamint a nyelvjárási beszélők védelmére több tanulmány is készült, lásd Kiss Jenő munkája). Hasonló megítélést kapnak a szleng típusok is, ugyanis a szlengváltozatokat sokszor elítélik, holott egyes nyelvészek szerint a szlengek akár nyelvészeti „hajtómotorként” is képesek működni. A nyelvpolitikai helyzetek témakörébe tartozik a hátrányos kommunikációjú emberek beszéde; az idegenek (bevándorlók, menekültek) nyelvi lehetőségei, akik magukkal hozzák a multikulturalitást, ami újabb problémákat vet fel (jó példa erre London, ahol 83 nyelv beszélői élnek). Ide tartoznak a vendégmunkások; az állam nélküli nyelvek beszélői, mint a jiddist vagy a cigányt beszélők.
A nyelvi változásoknak alapvetően két egymással ellentétes erejű része van: a konvergencia és a divergencia.
A konvergencia az összetartozáson alapul, például a nyelvváltozatok összetartozásán, amikből egy nagy standard nyelv lesz, de ez a folyamat fordítva is lejátszódhat. Például a mai Németország az ún. nyelvjárási reneszánszát éli, mivel a nyelvjárások szerepe és jelenléte sokkal erősebb, mint az egységes köznyelvé. Ez is bizonyíték arra, hogy a nyelvjárások sosem halnak ki, mert a helyi identitás kifejezői, és mint ilyen, az emberi antropológiában gyökeredznek.
Az idegen nyelvekkel kapcsolatos helyzet is a nyelvpolitikára tartozik; ide tartozik például az oktatás és a nyelvhasználat is. Ez a helyzet mindig döntést igényel abból az aspektusból, hogy mi legyen a közös/hivatalos nyelv. Az Európai Unió deklarációt akar alkalmazni, vagyis mindenki a saját anyanyelvén emelhet szót egy adott ügy mellett, akár Brüsszelben is. Ez a módszer azonban nehezen kivitelezhető, így az EU úgy döntött, legyen négy értékes munkanyelv a tagok számára: angol, német, francia, olasz. Ez viszont hierarchiát jelent a nyelvek között, ami újabb megoldatlan nyelvi problémához vezet. Megoldás lehetne az is, ha egy nyelv lenne, amit viszont nem jelentenek ki egy és hivatalos nyelvnek, mivel az nyelvi egyenlőtlenséghez vezetne.

## Nyelvpolitikához kapcsolódó elméletek és művek
Abram de Swaan: A globális nyelvrendszer (A nyelvek társadalma. A globális nyelvrendszer.)
Abram de Swaan könyve főként a nyelvek elrendeződéséről, és az ezeket érintő problémákról szól. Alapvető megállapítása, hogy az államnyelv kérdéskör problémája a nyelvek túlnyomó részénél nem fontos, és nem kap akkora szerepet sem. Jó példa erre, hogy a nyelvek többségében nincs szleng, pl. egyes afrikai nyelvekben sincs. Szleng csak ott tud kialakulni, ahol van sztenderd nyelvváltozat is, így ez a probléma az ún. fejlett nyelvek problémájának felel meg. A legtöbb nyelvet a nyelvpolitika hátrányosan érinti. De Swaan egyik elmélete szerint a nyelvek hierarchikusan rendeződnek el; ehhez megalkotta a fordított fa struktúrát. Alapja egy háromszög, ami öt szintre osztható.
A legalsó szinten található a szatellit/periférikus szint. Ide tartozik a nyelvek 90%-a, amit a lakosságnak csak a 10%-a beszél. Az emlékezeti nyelv szintjébe olyan nyelvek tartoznak, amikre csak a szóbeliség jellemző, nincs írott formájuk, vagyis „a beszélők nem lejegyzik a nyelvet, hanem megjegyzik”. A középső szint a centrális/planetáris szint. Ez a szint kb. 100 nyelvet foglal magába, és idetartozik a nemzeti, hivatalos, írásos nyelv, valamint itt jelenik meg a többnyelvűség is. A szupercentrális szintet de Swaan a Naphoz hasonlítja. A 10 legnagyobb nyelv található ezen a szinten, ezek a következők: (angol), hindi, arab, kínai, francia, német, portugál, spanyol, orosz, maláj, szuahéli. A legfelső szint a hipercentrális szint, ahol az angol nyelv helyezkedik el. A szintek elrendezésére a következő magyarázatot adja: „a világ nyelveinek mai rendszere a korábbi hódítások, történelmi események, hatalmak és csereviszonyok műve.” De Swaan a nyelvpolitikát nyelvi küzdelmek politológiájaként értelmezi. Szerinte a nyelv hálózatok összessége, folyamatos, találhatók benne csomópontok, és vannak szatellit nyelvek is. Úgy véli, hogy a hálózat a világ nyelvi térképeként definiálható, és a hálózat-modell minden tudomány szintjén használható.

## PC táblázat
A PC, vagyis a politikai korrektséget bemutató táblázat az Amerikai Egyesült Államokból ered, melynek kiindulópontja a „négerek” korrekt megnevezése volt. Az Amerikában élő négerek még az elmúlt 40 évben is küzdöttek a helyes elnevezésükért, azonban a helyes megnevezés és a kisebbségek helyzete azóta is gondot jelent ott, például az indiánok esetében is. Az 1970-es évektől kezdve 10 évente váltakozott a négerek elnevezése (jelenleg az afroamerikai a hivatalos elnevezés), és a kisebbségek politikai megítélése is folyamatosan változik. A táblázat alapját képezi még a nemi, faji és a már említett kisebbségi kérdés is, ami visszavezethető a második világháborúra, és főként Németország szerepére.
Magyarországon a politikai korrektség először a cigányság kapcsán merült fel. A mai napig vitatott, hogy a roma vagy a cigány szó a helyes, illetve hogy a kisebbség tagjai melyiket használják a saját megnevezésükre. A cigány szó régen nem volt negatív jelentésű szó, viszont a kisebbség egy része nem szereti használni a konnotáció-denotáció elv miatt. A roma szót inkább a nyilvánosságban használják. Jellemző, hogy egyes szavak használatának mellőzése végett megszűnik a társadalmi párbeszéd, mert nem mondunk ki bizonyos szavakat, például a fent említett cigány szót. Ebből következik, hogy mindig a szándékot kell nézni, amikor egy bizonyos szót használunk, ugyanis ha negatív értelemben használjuk, akkor rasszizmusnak lesz beállítva, ha viszont nem beszélünk róla, akkor a szőnyeg alá lesz söpörve. A kisebbségi megnevezések mellett meg kell említeni még egy másik különálló csoportot; a fogyatékosok csoportját. Az elmúlt években egyre nagyobb hangsúlyt fektetnek a helyes megnevezésükre, és valójában a PC táblázat is az ő érdekeiket szolgálja. A táblázat innen is letölthető: https://web.archive.org/web/20140517123350/https://www.e-epites.hu/804

## Nyelvstratégiai kötetek
A nyelvpolitika és a nyelvstratégia nagy mennyiségű szakirodalommal bír; a következőkben ezek közül lesz bemutatva néhány kiemelkedő munka, illetve tanulmánykötet.
- Európai nyelvi kultúra múltja, jelene és jövője című kötet egyik alaptézise, hogy habár nincs a kulturális világban nyelvművelés, mégis van, igaz, országoktól függően. Erre a könyv példaként Észtországot hozza fel, amely ország 1992-ben nyerte el az oroszoktól a függetlenséget. A kötet kitér továbbá az összes nagyobb nyelv és ország nyelvére, nyelvi tervezésére, milyenségére, stb., kitér például az angol, orosz, dán, cseh, finn, galego, román, spanyol, japán, vagy mongol nyelvekre.
- Európai helyesírások című könyv nyelvstratégiai és nyelvi tervezéssel foglalkozik. A könyv egyik sarkalatos pontja, hogy azt az elvet vallja, hogy nincs szükség a helyesírás és a nyelvtan tényleges tanítására, ugyanis valamilyen formában a diák meg fogja tanulni. (említett példa: 1975: Kambodzsa, ahol kivégezték az értelmiséget, és eltörölték a tanítást és az iskolákat a vörös khmerek idején)
- Magyar nyelvstratégia című kötet a magyar nyelv fontosságát hirdeti; stratégiákat javasol a megvédésére és oktatására: lásd november 13.: a magyar nyelv napja, vagy hogy az iskolákban mennyi nyelvtanóra legyen és milyen nyelvtant tanítsanak (generatív grammatika).